# La vida a prueba
La vida a prueba: Historia Natural del Comportamiento (The trials of life, 1990) es una serie de documentales de naturaleza de la BBC, escritos, dirigidos y presentados por David Attenborough, responsable sin duda del prestigio internacional que han adquirido los documentales producidos por esta cadena de televisión.
Este ensayo sobre la conducta animal era la tercera serie documental de la trilogía “Vida” (Life), con la que se abarcaba una amplia visión de la naturaleza, en contra de producciones posteriores de Attenborough, más especializadas. Cada uno de los doce episodios de 50 minutos presenta un aspecto diferente del viaje por la vida, desde el nacimiento a la edad adulta y la continuación de las especies mediante la reproducción.
La serie fue producida por la BBC TV en asociación con ABC Australia y WTBS. Fue galardonada con los premios más prestigiosos para documentales televisivos.

## Ambientación
La serie necesitó más de tres años y medio de rodaje, tiempo durante el cual Attenborough viajó casi medio millón de kilómetros por todo el mundo. El equipo de producción puso muy alto el listón de la historia natural cinematográfica, logrando grandes avances técnicos con cada nuevo desafío que se les presentaba.
Como ejemplos de dichos avances podemos mencionar cuando el interior de un hormiguero fue filmado con la ayuda de un endoscopio médico, o bien cuando se desarrolló un nuevo tipo de lente de cámara capaz de filmar hormigas en un árbol enfrente de Attenborough con ambos objetos en el mismo plano, lo cual producía la ilusión de que los insectos eran mayores que su tamaño real.
Merece especial mención la grabación por primera vez de cómo cazan las orcas a los lobos marinos en las playas cuando intentan entrar en el agua. Supuso un gran desafío técnico a la vez que un riesgo para los que manejaban las cámaras, que se metían ellos mismos en el agua a pocos metros de las criaturas a fin de obtener primeros planos de un ataque.

## Episodios
- 1. El primer desafío: nacer  (Arriving)

Este primer episodio examina los distintos métodos que tienen los animales para venir al mundo, desde los huevos incubados hasta los alumbramientos de los mamíferos. La primera prueba de la vida es sobrevivir a esta etapa y conseguir nacer, que no es fácil.
- 2. La aventura de crecer  (Growing Up)

Este programa describe las distintas formas en que los animales cuidan de sus crías. Algunos son abandonados a su suerte mientras que otros reciben los cuidados de sus padres hasta que se hacen adultos. Attenborough define la infancia como la época en que hay que hacer dos cosas: crecer y sobrevivir.
- 3. En busca del alimento  (Finding Food)

El siguiente capítulo está dedicado a las diversas formas en que los animales consiguen reunir su sustento. Los animales no elaboran su propia comida, como hacen las plantas, por lo que deben dedicar grandes esfuerzos a encontrarla, comiendo a otros seres vivos.
- 4. La caza y la huida  (Hunting and Escaping)

Este episodio observa a aquellos que cazan otras criaturas y las formas de evitar la captura. Matar o morir, es el fundamento de la vida salvaje, es una lucha diaria por escapar de unos y matar a otros. Podemos observar en todas las especies armas para atacar y defenderse.
- 5. Buscando el camino  (Finding the Way)

Este programa explora las distintas formas de navegación que tienen los animales. El asombroso fenómeno de las migraciones aún nos desconcierta, por la misteriosa capacidad que tienen algunas especies para orientarse en largas distancias con una gran precisión.
- 6. Construyendo casas  (Home Making)

Los animales deben fabricar su vivienda con dos objetivos, estar protegidos de los elementos meteorológicos y guarecerse de sus depredadores. Para construir sus casas encontramos animales que trabajan el barro, tejedores, sastres, mineros y albañiles.
- 7. Viviendo juntos  (Living Together)

Este episodio se centra en aquellas especies que cooperan entre sí y en aquellas que dependen de otras, o que son explotadas por otras. Algunas de las relaciones de simbiosis son muy antiguas, mientras que otras más recientes son menos claras. Todas ellas ponen de manifiesto la poca diferencia entre el beneficio mutuo y el parasitismo.
- 8. La lucha por la vida  (Fighting)

Este programa analiza cómo combaten los animales, tanto físicamente con violencia y daño, como psicológicamente con encuentros rituales a base de señales sin ningún daño para los luchadores. Se lucha por los alimentos, por el espacio de tierra o por obtener un compañero.
- 9. Amigos y enemigos  (Friends and Rivals)

Este capítulo investiga las formas en que los animales que viven en grupos sociales interactúan entre sí. Para muchos animales es muy ventajoso vivir en grupo, donde se ayudan como amigos y donde deben respetarse. Pero siempre surgen problemas cuando se compite por la comida, por acaparar un espacio o para conseguir pareja.
- 10. Hablando con los extraños  (Talking to Strangers)

El episodio se centra en la comunicación entre los animales. David Attenborough describe la gran cantidad de formas de comunicarse que usan los distintos grupos de animales.
- 11. El cortejo  (Courting)

Existe una infinidad de métodos para atraer a la pareja, sobre todo en el mundo de las aves. Cualquier método parece válido, desde cantar o gritar, pasando por bellas danzas de cortejo, hasta luchas violentas con enfrentamientos sangrientos.
- 12. Continuar el linaje  (Continuing the Line)

El tramo final ilustra cómo los animales cumplen su "razón de ser" y se aseguran de que sus genes se transmiten a la próxima generación, evitando que se transmitan los de sus competidores. Es un problema universal, pero que ha dado lugar a una variedad de soluciones, algunas muy ingeniosas.